# Pau Martí Roca
Pau Martí Roca, conegut com a Pablito Martí, (Reus, 8 de gener de 1893 - 12 de gener de 1909) va ser un pianista català.
Amb quatre anys mostrà la seva precocitat en el piano, i amb sis tocava al cafè de París de Reus. Els seus pares el portaren a fer diverses gires per Madrid, Sant Sebastià, Bilbao, Saragossa i València, on va tenir molt d'èxit. Tornà a Reus el 1902. Va estudiar música i piano a la seva ciutat amb Estanislau Mateu i a Barcelona amb Enric Granados a l'Acadèmia Granados. Aquest, aconsellà al seu pare que l'enviés al Conservatori de París. En una gira per Madrid, va actuar al Palau de La Granja, on l'escoltà la infanta Isabel, la marquesa de Nájera i altres nobles, que insistiren que viatgés a París a participar en el Gran Premi del conservatori d'aquella ciutat i s'oferiren per a dotar-lo d'una beca d'estudis. Obtingut el permís dels pares, i amb el suport de Granados, Pau Martí marxà a París el 1908. Emmalaltí de tuberculosi i al desembre d'aquell any tornava a Reus molt malalt, on l'anà a visitar Granados. Va morir el dia 12 gener de 1909, amb 16 anys.
L'escriptor Jaume Sardà i Ferran va publicar a Reus un petit recull, Pablito: recopilación de opiniones y juicios críticos emitidos por la prensa, maestros y artistas, acerca del precóz pianista Pablo Martí Roca, imprès per Carreras i Vila el 1909.